# Лиделл, Джейми
Дже́йми Лиде́лл (англ. Jamie Lidell; настоящая фамилия — Лиддердейл [Lidderdale]) — английский певец и музыкант, проживающий в Нашвилле. Он также входит в состав дуэта Super Collider вместе с Кристианом Фогелем.

## Биография
Лиддердейл родился 18 сентября 1973 года в Хантингдоне. Его мать была вокалисткой и наняла для Джейми музыкального педагога, который был автором нескольких учебников по детскому пению. Обучался в Бристольском университете, сначала на факультете физики, а после болезни на философском.
Ранний этап музыкальной карьеры Лиделла связан со стилем техно, которым он увлёкся в середине 1990-х годов, находясь в Лондоне. Он выпустил несколько мини-альбомов и был участником группы Subhead. Затем он переехал в Брайтон, где познакомился с Кристианом Фогелем, и в 1999 году они объединились в дуэт Super Collider. Линия экспериментального техно была продолжена на дебютном долгоиграющем альбоме Muddlin Gear, изданном в 2000 году на лейбле Spymania в сотрудничестве с Warp Records. В ноябре того же года Лиделл был официально принят в команду исполнителей Warp. К тому времени он уже переехал в Берлин.
По словам Лиделла, жизнь в новом городе и встречи с талантливыми музыкантами способствовали последовавшей метаморфозе в его творчестве, а толчком к этому стала просьба Мэтью Херберта сделать ремикс на его композицию «The Audience». Обработав её в мотауновском стиле, Лиделл открыл для себя новое звучание и вознамерился использовать его в дальнейшем. Работа над вторым альбомом Multiply, в которой ему помогал канадский музыкант Моки, заняла долгое время. Диск был выпущен в 2005 году, а через год за ним последовала подборка концертных записей и ремиксов под названием Multiply Additions.
Jim (2008), третий студийный альбом Лиделла, вошёл в американский чарт Billboard 200, заняв в нём 183-ю строку. В течение года музыкант непрерывно гастролировал, выступая на разогреве у Элтона Джона, а также вместе с Жанель Монэ и Chromeo. В 2009-м он записал вокал на треке Simian Mobile Disco «Off the Map»; их сотрудничество продолжилось три года спустя: Джейми Лиделл был соавтором и вокалистом песни «Put Your Hands Together». В записи его четвёртого альбома Compass, выпущенного на Warp в 2010 году, принимали участие множество музыкантов, в том числе Бек, Файст, участники группы Grizzly Bear и другие.

## Дискография
- Freekin the Frame EP (1997)
- Safety in Numbers EP (1998)
- Muddlin Gear (2000)
- Multiply (2005)
- Multiply Additions (2006)
- Jim (2008)
- Compass (2010)
- Jamie Lidell (2013)